# Grb Grenade
Grb Grenade prihvaćen je 1974. godine, nakon proglašenja neovisnosti ove otočke države. Kao i kod ostalih karipskih država koje su bile kolonije Velike Britanije, grb ima šljem na kojem je nacionalni simbol, te štit kojem je sa svake strane po jedna životinja. U ovom je slučaju nacionalni simbol vijenac bugenvile (Bougainvillea spectabilis), u kojem je sedam crvenih ruža, simbol sedam župa Grenade, a životinje su armadilo (Dasypodidae), koji stoji ispred stabljike kukuruza, i grenadski golub (Leptotila wellsi), koji stoji ispred stabla banane. Štit je zlatnim križem podijeljen na četiri dijela, u kojima su dva britanska lava i dva polumjeseca s ljiljanom. U sredini štita je Kolumbov brod Santa María.
Podnožje predstavlja travnate obronke planina Grenade i jezero Grand Etang, pod kojima je geslo Grenade, "Ever conscious of God we aspire, build and advance as one people" ("Svjesni Boga nadamo se, gradimo i napredujemo kao jedan narod").